# راتشاد تشيتو
راتشاد تشيتو Rachad Chitou  (بالفرنسية: Rachad Chitou)‏ ، من مواليد 18 سبتمبر 1976 ، لاعب كرة قدم بنيني.
و هو يلعب مع نادي ويكي تورستس النيجيري منذ عام 2008.
و هو يلعب مع منتخب بنين لكرة القدم.

## روابط خارجية
- راتشاد تشيتو على موقع الاتحاد الدولي (مؤرشف)  (الإنجليزية)
- راتشاد تشيتو على موقع قاعدة بيانات كرة القدم.إي يو (الإنجليزية)
- راتشاد تشيتو على موقع ناشيونال فوتبول تيمز (الإنجليزية)
- راتشاد تشيتو على موقع عالم كرة القدم.نت (الإنجليزية)
- راتشاد تشيتو على موقع كووورة